# 이종호 (해군)
이종호(李鐘皓, 전라북도 전주시, 1965년 ~ )은 대한민국의 군인이며, 제36대 해군 참모총장이다.

## 학력
- 1982년 : 삼례중학교 졸업
- 1985년 : 전주해성고등학교 졸업
- 1988년 : 해군사관학교 42기 학사

## 경력
- 2011년 1월 ~ 2011년 12월: 제5성분전단 대청함장
- 2012년 1월 ~ 2012년 12월: 2함대사령부 작전참모
- 2012년 12월 ~ 2016년 1월: 해군작전사령부 작전참모처장
- 2016년 1월 ~ 2016년 10월: 제8전투훈련단 제81해상전투훈련전대장
- 2016년 11월 ~ 2018년 1월: 제8전투훈련단장
- 2018년 1월 ~ 2018년 12월: 제2함대사령관
- 2018년 12월 ~ 2019년 11월: 해군본부 정보작전참모부장
- 2019년 11월 ~ 2020년 5월: 해군본부 인사참모부장
- 2020년 5월 ~ 2021년 12월: 해군작전사령관
- 2021년 12월 ~ 2022년 5월: 합동참모본부 군사지원본부장
- 2022년 5월 ~ 2023년 10월: 제36대 해군참모총장
- 2025년 5월 ~ 더불어민주당

## 진급
- 1988년: 해군소위 임관
- 2016년: 해군준장 진급
- 2018년: 해군소장 진급
- 2020년: 해군중장 진급
- 2022년: 해군대장 진급